# Dinklage
Dinklage är en stad i Landkreis Vechta i Niedersachsen i nordvästra Tyskland. Dinklage har cirka 13 000 invånare.
Dinklages vapen innehåller ett andreaskors, en varghake och en ros.